# Mąkosy Nowe
Mąkosy Nowe – wieś w Polsce położona w województwie mazowieckim, w powiecie radomskim, w gminie Jastrzębia. Ma status sołectwa.
| SIMC    | Nazwa     | Rodzaj    |
| ------- | --------- | --------- |
| 0624338 | Jodłowiec | część wsi |

W latach 1975–1998 miejscowość administracyjnie należała do województwa radomskiego. 1 stycznia 2003 roku częścią wsi Mąkosy Nowe stała się ówczesna wieś Jodłowiec.
Wierni Kościoła rzymskokatolickiego należą do parafii Zwiastowania Najświętszej Marii Panny w Jastrzębi.